# فينس كالاهان
فينس كالاهان هو سياسي أمريكي، ولد في 30 أكتوبر 1931 في واشنطن العاصمة في الولايات المتحدة، وتوفي في 20 سبتمبر 2014 في ريتشموند في الولايات المتحدة بسبب فيروس غرب النيل. نشط حزبياً في Republican Party of Virginia ‏ والحزب الجمهوري. وقد انتخب عضو مجلس نواب فرجينيا ‏ عن دائرة Virginia's 34th House of Delegates district ‏ (12 يناير 1983 – 9 يناير 2008).